# GP Express Airlines
GP Express Airlines war eine Zubringerfluggesellschaft mit Sitz in  Grand Island, Nebraska in den Vereinigten Staaten von Amerika.

## Geschichte

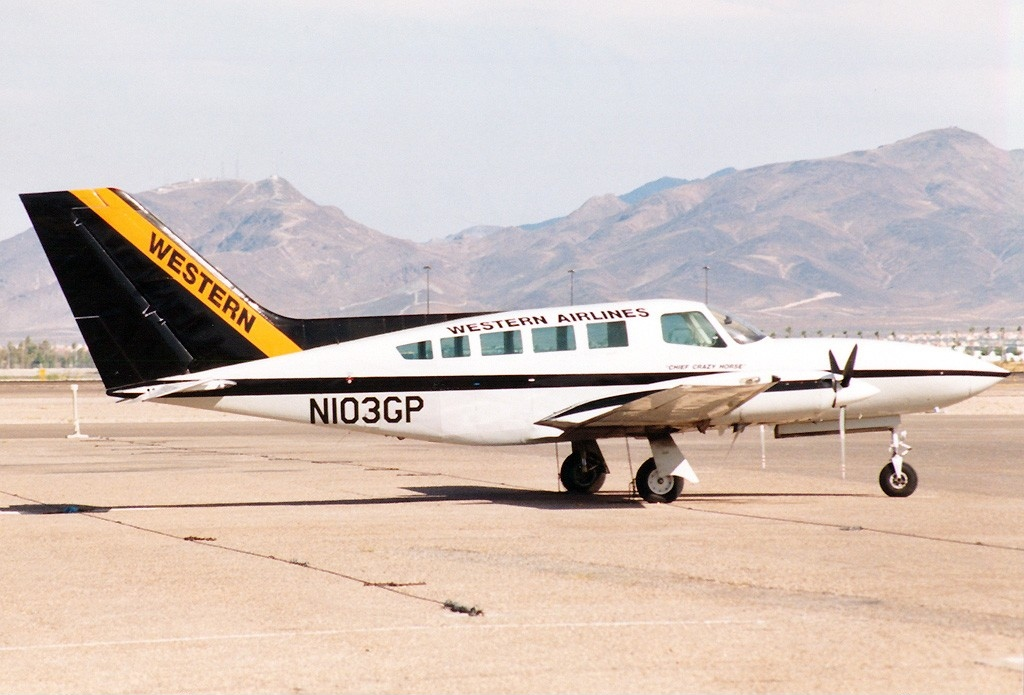
Cessna 402 der GP Express Airlines, Las Vegas 1992

Die Muttergesellschaft der Fluggesellschaft begann im Dezember 1975 mit dem On-Demand-Flugcharterbetrieb. Im Dezember 1985 benachrichtigte das Verkehrsministerium die Muttergesellschaft GP AIR, dass ihr Angebot zur Bereitstellung von Essential Air Service (EAS)-Diensten im Mittleren Westen angenommen worden war. GP AIR gründete anschließend die Tochtergesellschaft GP Express, um diese Operationen gemäß 14 CFR Part 135 durchzuführen.
Bis 1992 hatte die Fluggesellschaft expandiert mit vielen Flügen nach Colorado, Nebraska, South Dakota, Minnesota, Iowa, Missouri, Kansas, Mississippi, Alabama, Georgia und South Carolina, die im Rahmen im des Essential Air Service durchgeführt wurden. Der Dienst im Süden der USA begann am 6. Juni 1992. Von 1993 betrieb die Fluggesellschaft mehrere zweimotorige Kolbenmotorflugzeuge vom Typ Cessna 402 sowie acht Turboprops vom Typ Beechcraft Model 99 und fünf Turboprops vom Typ Beechcraft 1900C, wobei letzterer 1990 eingeführt wurde. GP Express war ab dem 9. März 1994 als Continental Connection-Fluggesellschaft in Zusammenarbeit mit Continental Airlines am Drehkreuz der großen Fluggesellschaft in Denver International Airport (DEN) tätig. GP Express ersetzte Britt Airways in Denver, als Continental ihren Drehkreuzbetrieb dort auflöste. Bis zum 30. Oktober 1994 bediente Continental Denver nur noch von vier US-Flughäfen aus, während GP Express weiterhin einen vollständigen Continental Connection-Betrieb in Denver sowie begrenzte Betriebe in Kansas City und Omaha betrieb.
In den nächsten zwei Jahren stellte GP Express anschließend den gesamten Betrieb in Denver ein. Die Fluggesellschaft begann dann 1995 mit Zubringerdiensten zur Unterstützung der neuen Continental Lite-Betriebe in Greensboro, (North Carolina) und Tampa, (Florida), meldete jedoch Insolvenz nach Chapter 11 an, stellte aber 1996 vollends ihre Tätigkeit ein.

## Flotte
Folgende Flugzeugtypen wurden von GP Express Airlines verwendet:
- Beechcraft 1900C
- Beechcraft Model 99
- Cessna 401/402 Utiliner

## Zwischenfälle
- Am 8. Juni 1992 starben drei von sechs Insassen der Beechcraft C99 mit dem Luftfahrzeugkennzeichen N118GP, als die Maschine bei Anniston, Alabama ins Gelände geflogen wurde (Kontrollierter Flug in den Boden). Die Ermittler führten den Unfall auf den Einsatz einer schlecht ausgebildeten und unerfahrenen Besatzung zurück, die vor der Kollision ein mangelndes Situationsbewusstsein hatte und sich hinsichtlich der Geländebeschaffenheit irrte.[11]

- Am 28. April 1993 wurde die Beechcraft C99 N115GP während eines Testfluges in den Boden geflogen, wobei die beiden Piloten starben. Es stellte sich heraus, dass die Piloten versucht hatten, mit der Maschine ein verbotenes Kunstflugmanöver zu fliegen, aus dem sie das Flugzeug dann nicht mehr abfangen konnten. Beide Piloten starben (siehe auch Flugunfall der GP Express Airlines 1993).[12]